# Cratere Baucau
Baucau  è un cratere sulla superficie di Marte.